# Prigorodsky (huyện)
Huyện Prigorodsky (tiếng Nga: ? райо́н) là một huyện hành chính tự quản (raion), của Bắc Ossetia, Nga. Huyện có diện tích 1420 km², dân số thời điểm ngày 1 tháng 1 năm 2000 là 81100 người. Trung tâm của huyện đóng ở Oktyabr'skoye.